# Бучко Микола Іванович
Мико́ла Іва́нович Бучко́ (19 серпня 1948, Удич — 2 червня 2017, Чернівці) — український поет, член НСПУ (1984).

## Життєпис
Народився 19 серпня 1948 р. в селищі Удич Теплицького району Вінницької області. Закінчив філологічний факультет Чернівецького університету.
Працював журналістом, редактором чернівецького муніципального видавництва «Місто». Займався видавничою справою. Літературну діяльність розпочав у 1960-х роках. Провідні мотиви його творів — пам'ять про загиблих на війні, утвердження миру, добра, справедливості.
Автор збірок віршів «Сонячні сходи», «Назустріч літу», «Після десяти заповідей або Вірші для сина». Низку поезій Миколи Бучка покладено на музику. Перекладав твори румунських письменників Ґеорґе Асакі, Міхая Емінеску, Богдана Гашдеу, Василя Левицького та інших, а також Пауля Целана. Окремі поезії Бучка перекладені російською, англійською, румунською мовами.
Лауреат літературних премій імені Павла Усенка (1984) і Дмитра Загула (1989) та літературно-мистецької премії імені Сидора Воробкевича (2000).